# Leliana
Leliana è un personaggio immaginario della serie di videogiochi Dragon Age. Appare la prima volta nel primo capitolo Dragon Age: Origins come personaggio giocabile ed uno dei protagonisti, nonché come potenziale storia d'amore per Il Custode in entrambi i sessi. Appare brevemente in Dragon Age II per poi riapparire come membro del gruppo in Dragon Age: Inquisition anche se non si potrà controllare. È il personaggio principale controllabile nel DLC Il canto di Leliana.

## Il personaggio
Leliana è un'asserente della Chiesa: condivide lo stile di vita, gli ideali e i dogmi dei suoi fratelli e sorelle pur non avendo preso i voti. Tuttavia crede che molte cose della Chiesa debbano essere cambiate, infatti la sua idea di rivoluzionare la Chiesa è presa molto amaramente tra le sacerdottesse. Se alla fine di Dragon Age: Inquisition diventa la nuova Divina ella deciderà di cambiare completamente la chiesa diventano una divina molto amata per le sue idea rivoluzionarie e una odiata per aver cambiato regole millenarie. Pur di raggiungere un obiettivo è disposta a tutto, persino uccidere, infatti secondo lei il fine giustifica i mezzi. Tuttavia dimostra passioni per i gioielli, vestiti e scarpe come ogni altra donna e trova adorabili i nug, animali simili a topi ma che assomigliano a dei maiali.

## Storia

### Passato
Leliana nacque ad Orlais da madre fereldiana e padre orlesiano, dopo la morte della madre fu allevata da Lady Cecilie, una nobile orlesiana dato che la madre in vita servì Lady Cecilie durante l'occupazione orlesiana e successivamente la seguì dopo la liberazione del Ferelden. Vivendo in ambiente orlesiano, Leliana imparò molte cose sulla corte reale e la cultura di Orlais.
Nel tempo, Leliana entrò a far parte del "Grande Gioco" e iniziò il suo mestiere di bardo per Marjolaine, con la quale s'innamorò e iniziò una relazione.

### Il Canto di Leliana
Nel DLC "IL Canto di Leliana" è la protagonista e la storia è ambientata anni prima dell'inizio di Dragon Age: Origins. Accompagnando il suo mentore Marjolaine in una missione ad alto rischio, Leliana si trova presto invischiata in un gioco di intrighi dove neanche lei può sfuggire attraverso le abilità maturate nel corso della sua esperienza come bardo. nel distretto del mercato di Denerim, dove Marjolaine e Leliana, insieme a Tug e Sketch, arrivano. Marjolaine fornisce a Leliana le informazioni per svolgere alcuni compiti che la giovane porta a termine con successo. Successivamente, Marjolaine comunica a Leliana che è pronta per un altro incarico: intrufolarsi nella tenuta dell'Arle di Denerim e lasciare dei documenti incriminanti; Leliana riesce ad infiltrarsi nella tenuta insieme ai compagni proprio quando Marjolaine flirta con il comandante della guardia creandole un diversivo, Leliana riesce tranquillamente a posare i documenti incriminati quando la sua curiosità ha la meglio: scopre che i documenti portano il sigillo militare di Orlais.
Al ritorno al loro nascondiglio, Leliana affronta Marjolaine riguardo al presunto tradimento alla nazione e si prende in carico di ritornare alla tenuta per riprendere i documenti, tuttavia una volta ripresi i documenti scatta l'allarme generale, il gruppo si separa e Leliana una volta scappata cerca Marjolaine ma il suo mentore, inaspettatamente, la pugnala allo stomaco lasciandola inerme a terra rivelando il complotto con il capitano delle guardie Raleigh.
Tradita, ferita, imprigionata e probabilmente torturata, Leliana inizia a mostrare i sintomi di cedimento quando un benefattore invisibile la aiuta a fuggire dalla sua cella. Libera Sketch ma scopre che Tug è morto. Libera un altro prigioniero di nome Silas Corthwaite che li aiuta a fuggire. I tre riescono a trovare rifugio al villaggio Lothering dove vengono accolti dalla madre superiora Dorothea che rivela che i documenti sono i suoi e incarica Leliana e il suo gruppo di riprenderseli. Leliana insieme ai suoi compagni riesce a recuperare i documenti e a uccidere Raleigh, tuttavia Marjolaine fugge. Leliana riporta i documenti da Dorothea e decide di rimanere a Lothering unendosi alla chiesa.

### Dragon Age: Origins
Anni dopo, quando inizia il quinto flagello, Il Custode, Alistair e Morrigan incontrano la prima volta Leliana nella taverna di Lothering dove vengono attaccati da dei sicari di Loghain. Leliana aiuta i tre e rivela loro di aver ricevuto una visione direttamente dal Creatore che la costringe ad aiutare il Custode e a sventare insieme il Flagello imminente. Qui si può decidere se reclutarla o no. Se il primo invito di Leliana è rifiutato, sarà possibile al Custode chiedere agli abitanti di Lothering alcune informazioni sulla ragazza e all'uscita del villaggio quest’ultima chiederà di entrare nel gruppo una seconda volta, se non accettata neanche questa lei non si vedrà più per il resto dell'avventura.
Se si unisce al gruppo c'è la possibilità di iniziare una relazione con lei, indipendentemente dalla razza e dal sesso. Durante la ricerca dell'Urna delle Sacre Ceneri, se si sceglie di contaminare le ceneri non esiterà ad attaccarlo, per evitare il combattimento può essere intimidita ma comunque non perdonerà il Custode; anche se lei non è nel gruppo al momento della contaminazione delle Sacre Ceneri, affronterà il Custode all'accampamento e se non si riuscirà a persuaderla con efficacia lascerà il gruppo definitivamente. Se invece si sceglie di non contaminare le ceneri ella non farà niente e rimarrà nel gruppo.
Se il rapporto con lei diventa molto stretto, ad un certo punto il gruppo viene preso di mira da dei sicari di Marjolaine ma vengono sconfitti facilmente. Essi scoprono che l'ex mentore di Leliana si trova Denerim e chiederà al Custode di aiutarla a sconfiggerla. Una volta giunti a Denerim si potrà scegliere se uccidere Marjolaine o lasciarla andare, in ogni caso, Leliana vi sarà molto grata per l'aiuto.
Ella affronterà insieme al suo gruppo e al Custode la Prole Oscura e l'Arcidemone con l'esercito formato da elfi, umani, nani e maghi/templari. Una volta vinto si potrà scegliere se viaggiare con Leliana o proporle di rimanere a Denerim.

### Dragon Age: Origins - Awakening
Leliana non appare mai durante Awakening ma è menzionata se è in una relazione amorosa con il Custode alla fine di Origins.
Inoltre, se si sceglie di utilizzare sempre lo stesso protagonista in Awakening, egli ha la possibilità di ricevere una lettera dalla sua amata che le spiega la sua impossibilità nell'essere alla Fortezza della Veglia.

### Dragon Age II
In Dragon Age II ella fa brevi apparizioni. Il primo nel DLC Il principe esiliato nella missione "Fede" durante l'atto 3; lei si presenta sotto lo pseudonimo di sorella Usignolo e, secondo Elthina, è la mano sinistra della Divina. Leliana è stata inviata a Kirkwall per valutare se è necessario l'intervento della Chiesa per placare il conflitto tra Templari e Maghi in città. L'incontro avviene nella sala del trono di Kirkwall dopo aver sconfitto un gruppo conosciuto come i Risoluzionisti, dopo la discussione Leliana chiede ad Hawke e a Sebastian Vael di convincere Elthina a fuggire da Kirkwall e cercare rifugio a Val Royeaux per la sua incolumità. Infine Elthina deciderà di rimanere a Kirkwall e proprio come aveva temuto Leliana, morirà.
Riappare nel DLC Il Marchio dell'assassino dove la si incontra a Chateu Haine come ospite del duca Prosper de Montfort. Durante la festa, rivelerà che conosce molto bene Tallis e nel caso aveste completato già la missione “Fede” fa menzione di avervi già incontrato.
Riappare alla fine del gioco parla con Cassandra Pentaghast dei suoi sforzi per rintracciare il Custode e Hawke, per ottenere gli aiuti a fermare la guerra civile prossima.

### Dragon Age: Inquisition
In Dragon Age: Inquisition Leliana e Cassandra sono le aiutanti della Divina Justinia. Leliana è soprannominata "Il braccio sinistro della divina" mentre Cassandra "Il braccio destro della divina". Justinia per far cessare la guerra tra maghi e templari scoppiata alla fine di Dragon Age II convoca entrambe le fazioni al tempio delle sacre ceneri per fare da intermediario tra le due fazioni. Quando il tempio viene distrutto a causa della sfera di Corypheus, Leliana e Cassandra miracolosamente non si trovavano al tempio. Dopo aver catturato l'unico superstite (protagonista di Dragon Age: Inquisition) Leliana e Cassandra lo interrogano per sapere informazioni e alla fine decidono di avere il suo aiuto perché egli ha acquisito un potere misterioso ed è l'unico che è in grado di chiudere lo squarcio nel cielo che collega l'oblio al loro mondo. Dopo aver chiuso, momentaneamente il varco, Leliana, Cassandra e l'Araldo di Andraste (chiamato così dopo aver chiuso lo squarcio) formano l'inquisizione. Quando giungono a Skyhold dove ne faranno la loro nuova dimora, Leliana, Cassandra, Cullen e Josephine nomineranno l'Araldo di Andraste il nuovo Inquisitore.
Leliana diviene la capospia dell'inquisitore e diventa un membro importante del gruppo, anche se non la si potrà controllare. Ella informerà l'inquisitore con le sue spie dei movimenti di Corypheus. Se il rapporto con Leliana diventa stretto ella racconterà all'Inquisitore il suo passato, la sua lotta contro il Quinto Flagello insieme il Custode (se è reclutata) e la possibile storia d'amore.
Quando si unirà Morrigan all'inquisizione Leliana ammetterà di conoscerla e rivelando che è cambiata. Leliana è una delle tre scelte per nominare la nuova divina, tra lei, Cassandra e Vivienne. Se si sceglie Leliana alla fine del gioco ella diventerà la Divina Victoria ed effettuerà delle riforme nella chiesa, tipo la possibilità di avere storie d'amore nonostante si fa parte del clero, la possibilità di far unire ogni razza alla chiesa e anche di sesso maschile.
Nel DLC Intruso ambientato due anni dopo la sconfitta di Corypheus, ella presenzierà alla consiglio dove l'Orlais e Ferelden decideranno se sciogliere o mantenere l'inquisizione. Se ha una relazione con Il Custode rivelerà all'Inquisitore che continua ad avere una relazione con lui o lei nonostante le voci di dissapore. Ella avvertirà l'Inquisitore sul cadavere Qunari scoperto e lo aiuterà nella lotta contro l'avanzata Qunari. Se è diventata la nuova divina ella farà parte del consiglio e cercherà di rimanere imparziale. Alla fine del DLC, indipendentemente dalla scelta di sciogliere l'inquisizione o mantenerla, Leliana continuerà ad aiutare l'inquisitore come capospia nella lotta contro Solas.

## Storia d'amore
Il protagonista di Dragon Age: Origins può iniziare una relazione con Leliana, indipendentemente dal sesso o dalla razza. Flirtare con Leliana non è complicato, per aumentare la sua stima nei confronti del Custode parlare molto con lei e chiederle di raccontare storie che lei conosce. Fare dei complimenti e fare dei regali. Per non abbassare la sua stima non bisogna mai contraddirla sulla sua fede. Il rapporto aumenterà sempre di più se la si aiuta a svolgere le sue missioni personali con Marjlaine e non si inquina l'urna delle sacre ceneri. Così facendo si potrà baciarla e trascorrere una notte con lei e iniziando la relazione. Se si trasferiscono i salvataggi nei giochi successivi, Leliana rivelerà in Dragon Age II e in Dragon Age: Inquisition di continuare ad avere una relazione con Il Custode. Se diviene la Divina Victoria continuerà lo stesso a frequentare Il Custode, cosa proibita per i membri della chiesa avere rapporti, infatti se diviene la Divina cambierà le regole della chiesa permettendo le relazioni all'interno del clero.